# Tales of the Inexpressible
Tales of the Inexpressible – drugi studyjny album brytyjskiej grupy muzycznej Shpongle, wydany 1 lipca 2001 roku.

## Lista utworów

### CD
1. "Dorset Perception" – 8:12
2. "Star Shpongled Banner" – 8:23
3. "A New Way to Say 'Hooray!'" – 8:32
4. "Room 23" – 5:05
5. "My Head Feels Like a Frisbee" – 8:52
6. "Shpongleyes" – 8:56
7. "Once Upon the Sea of Blissful Awareness" – 7:30
8. "Around the World in a Tea Daze" – 11:21
9. "Flute Fruit" – 2:09

### Winyl
- A

1. "Dorset Perception" - 8:12
2. "Star Shpongled Banner" - 8:23

- B

1. "A New Way to Say 'Hooray'" - 8:32
2. "My Head Feels Like a Frisbee" - 8:52

- C

1. "Shpongleyes" - 8:56
2. "Once Upon the Sea of Blissful Awareness" – 7:30

- D

1. "Room 23" - 5:05
2. "Around the World in a Tea Daze" - 11:21
3. "Flute Fruit" - 2:01